# 宮島里奈
宮島 里奈（みやじま りな、1984年3月6日 - ）は日本の女性お笑い芸人、元子役である。

## 人物・来歴
- 福岡県生まれ（後に東京都へ移る）。
- 浅井企画の女性お笑いコンビ「マンゴスティン」のメンバーで、相方は同じ中学校、高校の同級生でもある山中美代子。
- かつては子役として活動。『恋のパラダイス』、『ふぞろいの林檎たちIII』、『世にも奇妙な物語』（1991年1月17日放送）、『法医学教室の事件ファイル』（1992年9月17日放送）、ミュージカル『姫ちゃんのリボン』（ポコ太の声）、ブロードウェイミュージカル「big」などに出演[1]。
- 漢字検定2級資格を所持。
- 2007年1月14日、1月21日放送の『ミラクル☆シェイプ』（日本テレビ系）においてASAI RED ROSEのライバルチーム「南葛シューターズ」の吉川綾乃とのダイエット対決に挑戦、自衛隊内でのダイエットを行う。敗れはしたもののウエストを16cm減らすことに成功した。
- 2008年3月に結婚と妊娠を浅井企画オフィシャルサイトと自身のブログで発表（この年内に出産）。それにより、コンビとしてのマンゴスティンでの活動は当面休止することになり、再開までは相方の山中が一人で活動を続けることも合わせて報告された。これに伴い、芸能人女子フットサルチーム「ASAI RED ROSE」も事実上退団した。しかし、2008年10月にマンゴスティンは活動再開することなく解散、そして宮島も山中とともに浅井企画を退社し引退することが山中のブログにおいて発表された[2]。